# Тюменєв Віктор Миколайович
Віктор Миколайович Тюменєв (рос. Тюменев Виктор Николаевич; нар. 1 червня 1957, Москва, Московська область, СРСР — 2 серпня 2018) — радянський хокеїст, нападник, Заслужений майстер спорту СРСР (1982).

## Біографія
Гравець московських «Крила Рад» (1975—1980) і «Спартак» (1980—1990). У чемпіонатах СРСР провів 524 матчі і закинув 135 шайб.
За збірну СРСР провів 94 матчі, в яких закинув 15 шайб.
Грав за ЦСКА в так званій «Суперсерії 1985/1986» — знаменитій серії матчів ЦСКА з командами НХЛ. На запрошення тренера ЦСКА Віктора Тихонова замінив травмованого Ігоря Ларіонова і грав у першій трійці нападу ЦСКА разом із Сергієм Макаровим і Володимиром Крутовим. Заміна виявилася цілком гідною — Тюменєв зумів вдало вписатися в це тріо, провів п'ять матчів з шести і зробив п'ять гольових передач.
У 1989-91 роках грав за фінський ТПС, потім ще 2 сезони провів у фінських командах.
У сезонах 1997/98 і 1998/99 роках відіграв кілька матчів за ХК ЦСКА і ХК «Крила Рад», відповідно.

## Досягнення
- Чемпіон зимових Олімпійських ігор 1984 року.
- Чемпіон світу та Європи 1982, 1986, 1990 років.
- Володар Кубка Виклику 1979 року.
- Увійшов до команди «Всіх зірок» на Кубку Шпенглера 1981.

## Нагороди
- Нагороджений орденом «Знак Пошани» (1982).

## Статистика

### Клубні виступи
| Сезон      | Клуб                 | Ліга       | Регулярний сезон | Регулярний сезон | Регулярний сезон | Регулярний сезон | Регулярний сезон | Плей-оф | Плей-оф | Плей-оф | Плей-оф | Плей-оф |
| Сезон      | Клуб                 | Ліга       | І                | Г                | П                | О                | ШХ               | І       | Г       | П       | О       | ШХ      |
| ---------- | -------------------- | ---------- | ---------------- | ---------------- | ---------------- | ---------------- | ---------------- | ------- | ------- | ------- | ------- | ------- |
| 1975–76    | «Крила Рад» (Москва) | Вища ліга  | 2                | 0                | 0                | 0                | 0                | —       | —       | —       | —       | —       |
| 1976–77    | «Крила Рад» (Москва) | Вища ліга  | 31               | 3                | 3                | 6                | 6                | —       | —       | —       | —       | —       |
| 1977–78    | «Крила Рад» (Москва) | Вища ліга  | 31               | 4                | 7                | 11               | 17               | —       | —       | —       | —       | —       |
| 1978–79    | «Крила Рад» (Москва) | Вища ліга  | 41               | 9                | 16               | 25               | 14               | —       | —       | —       | —       | —       |
| 1979–80    | «Крила Рад» (Москва) | Вища ліга  | 44               | 11               | 8                | 19               | 59               | —       | —       | —       | —       | —       |
| 1980–81    | «Спартак» (Москва)   | Вища ліга  | 45               | 13               | 16               | 29               | 30               | —       | —       | —       | —       | —       |
| 1981–82    | «Спартак» (Москва)   | Вища ліга  | 47               | 21               | 29               | 50               | 64               | —       | —       | —       | —       | —       |
| 1982–83    | «Спартак» (Москва)   | Вища ліга  | 43               | 16               | 26               | 42               | 42               | —       | —       | —       | —       | —       |
| 1983–84    | «Спартак» (Москва)   | Вища ліга  | 44               | 18               | 15               | 33               | 36               | —       | —       | —       | —       | —       |
| 1984–85    | «Спартак» (Москва)   | Вища ліга  | 38               | 8                | 12               | 20               | 34               | —       | —       | —       | —       | —       |
| 1985–86    | «Спартак» (Москва)   | Вища ліга  | 39               | 12               | 12               | 24               | 24               | —       | —       | —       | —       | —       |
| 1986–87    | «Спартак» (Москва)   | Вища ліга  | 37               | 10               | 10               | 20               | 28               | —       | —       | —       | —       | —       |
| 1987–88    | «Спартак» (Москва)   | Вища ліга  | 36               | 7                | 13               | 20               | 20               | —       | —       | —       | —       | —       |
| 1988–89    | «Спартак» (Москва)   | Вища ліга  | 36               | 3                | 15               | 18               | 14               | —       | —       | —       | —       | —       |
| 1989–90    | ТПС                  | СМ-ліга    | 44               | 8                | 22               | 30               | 20               | 9       | 1       | 7       | 8       | 4       |
| 1990–91    | ТПС                  | СМ-ліга    | 42               | 10               | 32               | 42               | 16               | 9       | 1       | 3       | 4       | 8       |
| 1991–92    | ТПС                  | СМ-ліга    | 29               | 2                | 9                | 11               | 12               | —       | —       | —       | —       | —       |
| 1991–92    | КалПа                | СМ-ліга    | 4                | 2                | 3                | 5                | 0                | —       | —       | —       | —       | —       |
| 1991–92    | КооКоо               | Фін. II    | 12               | 6                | 9                | 15               | 10               | —       | —       | —       | —       | —       |
| 1992–93    | СаПКо                | Фін. III   | 16               | 16               | 40               | 56               | 35               | —       | —       | —       | —       | —       |
| 1992–93    | СаПКо                | Фін. II    | 15               | 7                | 20               | 27               | 10               | —       | —       | —       | —       | —       |
| 1993–94    | Естерсундс ІК        | Швеція II  | 29               | 7                | 12               | 19               | 18               | —       | —       | —       | —       | —       |
| 1994–95    | Капфенбергер СВ      | Австрія    |                  |                  |                  |                  |                  |         |         |         |         |         |
| 1997–98    | ЦСКА                 | Росія      | 5                | 0                | 0                | 0                | 2                | —       | —       | —       | —       | —       |
| 1998–99    | «Крила Рад» (Москва) | Росія      | 5                | 0                | 1                | 1                | 0                | —       | —       | —       | —       | —       |
| СРСР/Росія | СРСР/Росія           | СРСР/Росія | 514              | 135              | 182              | 317              | 388              | —       | —       | —       | —       | —       |
| СМ-ліга    | СМ-ліга              | СМ-ліга    | 119              | 22               | 66               | 88               | 48               | 18      | 4       | 8       | 12      | 12      |

### Збірна
| Рік                | Команда            | Турнір             | І  | Г | П  | О  | ШХ |
| ------------------ | ------------------ | ------------------ | -- | - | -- | -- | -- |
| 1976               | СРСР               | ЮЧЄ                | 4  | 3 | 1  | 4  | 8  |
| 1982               | СРСР               | ЧС                 | 10 | 0 | 3  | 3  | 10 |
| 1984               | СРСР               | ОІ                 | 7  | 0 | 9  | 9  | 2  |
| 1985               | СРСР               | ЧС                 | 10 | 4 | 6  | 10 | 13 |
| 1986               | СРСР               | ЧС                 | 6  | 0 | 0  | 0  | 0  |
| 1990               | СРСР               | ЧС                 | 5  | 1 | 0  | 1  | 2  |
| Національна збірна | Національна збірна | Національна збірна | 38 | 5 | 18 | 23 | 27 |